# マジック・ウィンドウズ
『マジック・ウィンドウズ』（Magic Windows）は、アメリカ合衆国のジャズ・ミュージシャン、ハービー・ハンコックが1981年に発表したスタジオ・アルバム。

## 背景
「トゥナイツ・ザ・ナイト」は、レイ・パーカー・ジュニア&レイディオ名義で発表されたアルバム『誓いのセイム・タイム』（1980年）収録曲のリメイクである。「トワイライト・クローン」には、当時キング・クリムゾンのメンバーであったエイドリアン・ブリューがゲスト参加している。ストリングスやブラスといったオーケストレーションは、すべてハンコックのシンセサイザー演奏およびプログラミングにより作られた。

## 反響・評価
アメリカでは総合アルバム・チャートのBillboard 200で140位に達し、『ビルボード』のジャズ・アルバム・チャートでは13位、R&Bアルバム・チャートでは40位を記録した。また、本作からのシングル「マジック・ナンバー」は、『ビルボード』のR&Bシングル・チャートで59位に達した。リチャード・S・ギネルはオールミュージックにおいて5点満点中2.5点を付け「確かにシルヴェスター、ギャヴィン・クリストファー、ヴィッキー・ランドルによるR&Bボーカルが主役のアルバムだが、ハンコック独自の音作りにより、楽しめるレコードとなっている」と評している。

## 収録曲
6.はインストゥルメンタル。
1. マジック・ナンバー - "Magic Number" (Herbie Hancock, David Rubinson, Jeffrey E. Cohen) - 7:24
2. トゥナイツ・ザ・ナイト - "Tonight's the Night" (H. Hancock, J. Cohen, Ray Parker Jr.) - 6:31
3. エヴリバディズ・ブロウク - "Everybody's Broke" (H. Hancock, J. Cohen, Gavin Christopher, Alphonse Mouzon) - 7:11
4. ヘルプ・ユアセルフ - "Help Yourself" (H. Hancock, D. Rubinson, J. Cohen, G. Christopher) - 6:43
5. サティスファイド・ウィズ・ラヴ - "Satisfied with Love" (H. Hancock, Jean Hancock) - 6:31
6. トワイライト・クローン - "The Twilight Clone" (H. Hancock, Adrian Belew) - 8:19

## 参加ミュージシャン
- ハービー・ハンコック - ピアノ、ローズ・ピアノ、シンセサイザー、クラビネット、ヴォコーダー、ドラムマシン、バックグラウンド・ボーカル、ベース(on #2)
- シルヴェスター - ボーカル、バックグラウンド・ボーカル(on #1)
- ヴィッキー・ランドル - ボーカル(on #2)、バックグラウンド・ボーカル(on #2, #3, #4)
- ギャヴィン・クリストファー - ボーカル(on #3, #4, #5)
- レイ・パーカー・ジュニア - ギター(on #1, #2)、ドラムス(on #2)
- ジョージ・ジョンソン - ギター(on #3, #6)
- アル・マッケイ - ギター(on #4)
- ワー・ワー・ワトソン（英語版） - ギター(on #5)
- エイドリアン・ブリュー - リードギター(on #6)
- マイケル・ブレッカー - テナー・サクソフォーン(on #2, #4)
- フレディ・ワシントン - ベース(on #1, #5)
- ルイス・ジョンソン - ベース(on #3, #6)
- エディ・ワトキンス - ベース(on #4)
- ジョン・ロビンソン - ドラムス(on #1, #3)
- ジェームス・ギャドソン - ドラムス(on #4)
- アルフォンス・ムゾーン - ドラムス(on #5)
- Kwasi Dzidzornu, Kwawu Ladzekpo, Moody Perry III - ベル、ガーニアン・ドラムス(on #6)
- ピート・エスコヴェード、ホアン・エスコヴェード、シーラ・E - パーカッション(on #1)
- パウリーニョ・ダ・コスタ - パーカッション(on #6)
- ジーニー・トレイシー - バックグラウンド・ボーカル(#1)
- Dede Dickerson, Ngoh Spencer - バックグラウンド・ボーカル(on #2, #3, #4)
- デヴィッド・ボトム、ジェフリー・コーエン - バックグラウンド・ボーカル(on #3)
- オレン・ウォーターズ、ジュリア・ウォーターズ、ルーサー・ウォーターズ、マキシン・ウォーターズ - バックグラウンド・ボーカル(on #5)